# Вікінг (фільм, 1931)
«Вікінг» (англ. The Viking) — американська пригодницька мелодрама режисера Джорджа Мелфорда 1931 року.

## Сюжет
Дія фільму відбувається на берегах Ньюфаундленду і фокусується на суперництві між відлюдником мисливцем та місцевим чоловіком, що нібито приносить нещастя чи «вроки». Стурбований тим, що чоловік з лихим оком, ймовірно, намагається вкрасти його подругу, мисливець змушує того супроводжувати мисливця під час Арктичної експедиції. Там мисливець намагається вбити чоловіка, що приносить вроки, але сніг засліплює його і він відступає.
Незважаючи на спробу вбивства, чоловік, що приносить вроки, допомагає мисливцеві повернутися назад до їх судна під назвою Вікінг. Після відновлення його зору, мисливець починає по-новому ставитись до «зловмисника» і присягається, що буде захищати свого нового друга від усіх бід.

## У ролях
- Чарльз Старретт — Люк Ойрум, мисливець
- Луїз Гантінгтон — Мері Джо, його дружина
- Артур Вінтон — Джед Нельсон, людина, що приносить нещастя
- Боб Бартлетт — капітан Баркер
- Вілфред Ґренфелл — оповідач.